# Waldemar Jensen
Waldemar Jensen, född 1 augusti 1915 i Ukraina, död 9 januari 2009, var en finländsk kemiingenjör och företagsledare. 
Jensen blev student 1933, diplomingenjör 1938 och teknologie doktor 1948. Han var anställd vid G.A. Serlachius, Tako Oy 1939–1944, kommenderad till Tervaöljy Oy 1943-1944, förordnad att handha undervisningen inom professuren för skogsproduktionens kemi och kemiska teknologi vid Åbo Akademi 1945–1949, blev docent 1949, var tillförordnad professor 1949–1951, professor 1951–1955 och verkställande direktör vid Centrallaboratorium Ab från 1955.
Jensen författade Om ytskiktsavfallet vid framställning av björkfaner (akademisk avhandling, 1948). Han var ordförande i Åbo Akademis Studentkår 1945–1946, invaldes som ledamot av Svenska tekniska vetenskapsakademien i Finland 1955 och som utländsk ledamot av Kungliga Ingenjörsvetenskapsakademien 1960.